# Koszary w Skwierzynie
Koszary w Skwierzynie – zespół koszarowy położony przy ul. 61. Brygady, w Skwierzynie. Jest to kompleks zbudowany na przełomie lat 1937-1938, w skład którego wchodzi sześć 3-kondygnacyjnych budynków koszarowych, oraz kilka budynków o różnym przeznaczeniu.

## Historia
Około roku 1934 rozpoczęły się starania urzędników miejskich o powstanie w mieście garnizonu wojskowego.
W 1935 Skwierzyna została siedzibą powiatowego wojskowego urzędu meldunkowego, którym kierował mjr Höhbaum.
Wniosek o budowę koszar władze państwowe przyjęły w październiku 1937, a 21 grudnia tego roku rozpoczęto budowę na Steinweg 1 (dzisiejsza ul. 61. Brygady 1), którą nadzorowała administracja garnizonowa z Frankfurtu nad Odrą.
Kolejno wznoszono:
- 1 budynek sztabu pułku (Regiments-Stabsgebäude)
- 1 budynek sztabu batalionu (Batl-Stabsgebäude)
- 6 koszarowców (Mannschaftshäuser)
- 2 budynki gospodarcze (Wirtschaftshäuser)
- 2 hale sportowe (Exerzierhallen)
- 2 stajnie (Pferdeställe)
- warsztat rusznikarski (Waffenmeisterei)
- kuźnię (Beschlagschmiede)
- halę dla pojazdów (Fahrzeughalle)
- Gasprüfraum (ćwiczebna komora gazowa)[2].

Budowę koszar zakończono w 1938 roku. W nowo wybudowanych koszarach, w październiku 1938 stacjonować zaczął 1. batalion (I./Grz.Inf.Rgt.123) ze 123. pułku piechoty granicznej – Grenz-Infanterie-Regiment 123, a w listopadzie do koszar przybyło regularne wojsko (Stammmannschaften).
25 listopada 1945 roku skwierzyńskie koszary objęło Ludowe Wojsko Polskie.